# 켓 터턴
버킷 킬리 "켓" 터턴(영어: Birkett Kealy "Kett" Turton, 1982년 4월 4일 ~ )은 미국 태생의 캐나다 배우이다. 《24》, 《슈퍼내추럴》, 《프린지》, 《고담》, 《플래시》 등 다양한 드라마의 단역으로 출연했다.

## 생애
미국 오리건주 포틀랜드에서 태어나 캐나다 브리티시컬럼비아 밴쿠버에서 성장했다. 4살 때 지역 극장 공연으로 활동하기 시작했다.

## 출연작 목록

### TV 드라마
| 연도 | 제목           | 원제         | 배역                  | 비고                                |
| ---- | -------------- | ------------ | --------------------- | ----------------------------------- |
| 2002 | 스몰빌         | Smallville   | 제프 파머             | "Shimmer" 에피소드 출연             |
| 2002 | 다크 엔젤      | Dark Angel   | 조너선                | "Love in Vein" 에피소드 출연        |
| 2003 | 데드 라이크 미 | Dead Like Me | 리치 구겐하임         | "Sunday Mornings" 에피소드 출연     |
| 2003 | 24             | 24           | 팀                    | 2회분 출연                          |
| 2005 | 슈퍼내추럴     | Supernatural | 맥스 재피             | "Phantom Traveler" 에피소드 출연    |
| 2012 | 프린지         | Fringe       | 브리그스              | "The Human Kind" 에피소드 출연      |
| 2014 | 고담           | Gotham       | 베니                  | "Viper" 에피소드 출연               |
| 2015 | 플래시         | The Flash    | 에디 슬릭 / 샌드 데몬 | "Flash of Two Worlds" 에피소드 출연 |
| 2015 | 블루 블러드    | Blue Bloods  | 루커스 고스키         | "Payback" 에피소드 출연             |